# Faculdade de Tecnologia da Zona Leste
Faculdade de Tecnologia da Zona Leste (FATEC-ZL), ou Faculdade de Tecnologia de São Paulo - Campus Leste, é uma instituição pública de ensino superior localizada no município de São Paulo, no bairro Cidade Antônio Estêvão de Carvalho (distrito de Ponte Rasa). É mantida pelo Governo do Estado de São Paulo, por meio do CEETEPS (Centro Estadual de Educação Tecnológica Paula Souza).
Fundada em abril de 2002, é uma das 75 Faculdades de Tecnologia (FATECs) presentes no Estado de São Paulo e uma das 7 FATECs presentes na capital paulista (juntamente com as unidades do Bom Retiro, Campos Elíseos, Ipiranga, Itaquera, Jardim São Luís e Tatuapé), tendo sido a segunda FATEC a ser inaugurada no município de São Paulo e a primeira instituição pública de ensino superior a ser estruturada na zona leste de São Paulo.
Segundo dados de 2010, 1.319 estudantes estavam matriculados nos cinco cursos de graduação tecnológica ministrados na instituição. Atualmente tem cerca de 2500 alunos em 9 cursos de graduação,  sendo a terceira maior Fatec da rede do Centro Paula Souza.

## Histórico

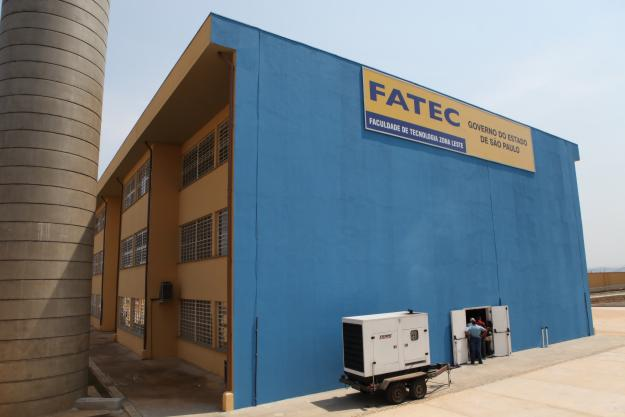
Prédio Principal da FATEC-ZL

Fundada em abril de 2002, inicialmente a Faculdade de Tecnologia da Zona Leste (FATEC-ZL) operava em conjunto com a Escola Técnica Estadual da Zona Leste (ETEC-ZL). Ambas as unidades funcionavam no mesmo campus, formando o Centro Tecnológico da Zona Leste (CTZL). Seus primeiros cursos de graduação oferecidos foram: Logística com ênfase em Transportes (hoje, Logística), Informática com ênfase em Gestão de Negócios (descontinuado em 2010) e Produção com ênfase em Plásticos (hoje, Polímeros).
O terreno onde hoje está instalado o Centro Tecnológico estava anteriormente reservado para a construção de uma penitenciária, porém fortes reivindicações da comunidade local forçaram a mudança de planos e a subsequente instalação da unidade de ensino.
Ao aliar ensino técnico e graduação tecnológica, o CTZL esperava incentivar a continuidade dos estudos e contribuir para o aumento dos índices de empregabilidade dos jovens da região. Apesar da iniciativa inovadora, optou-se pela extinção do Centro Tecnológico da Zona Leste em agosto de 2009. Dessa data em diante, a FATEC-ZL passou a funcionar de forma autônoma, como as demais FATECs que a precederam.
Os cursos inicialmente implantados na faculdade foram reformulados em 2009 e 2010. A nomenclatura do curso de Logística com ênfase em Transportes, por exemplo, foi modificada para Logística e Transportes e depois para apenas Logística. O curso de Produção em Plásticos foi alterado até chegar no modelo atual, de Polímeros. Informática para a Gestão de Negócios foi substituído por Análise e desenvolvimento de sistemas em 2010, juntamente com a implantação do curso de COMEX, Comércio Exterior, no mesmo ano.
As últimas mudanças foram realizadas em 2012 e 2013. Em 2012, a FATEC-ZL finalmente teve inaugurada uma nova unidade, no mesmo terreno, não mais precisando compartilhar o prédio antigo com a ETEC. Foram investidos R$ 10,8 milhões em obras e R$ 1,9 milhão em mobiliários e equipamentos para a conclusão da unidade. Em 2013, para início no segundo semestre, foi implantado o novo curso de Gestão empresarial.
Os excelentes resultados obtidos com a instalação da FATEC Zona Leste, construída em uma região carente de ensino público e de qualidade, motivaram a criação de outras FATECs, como a da Zona Sul, inaugurada em 2 de março de 2006.

## Estrutura e corpo docente

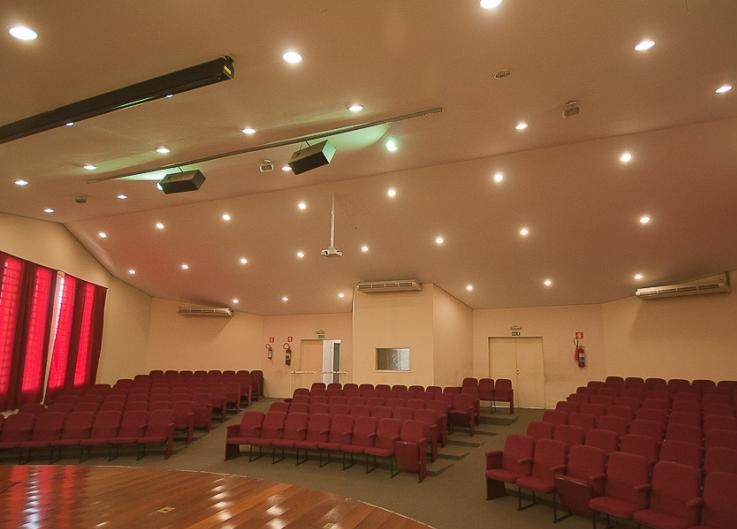
Auditório da FATEC-ZL

No início de suas operações, a faculdade se localizava em espaço compartilhado com a Escola Técnica da Zona Leste (ETEC-ZL). Hoje, se situa em um bloco à parte, inaugurado em 22 de setembro de 2012. Algumas áreas continuam compartilhadas entre as duas instituições, como a cantina, a biblioteca e alguns laboratórios e salas administrativas.

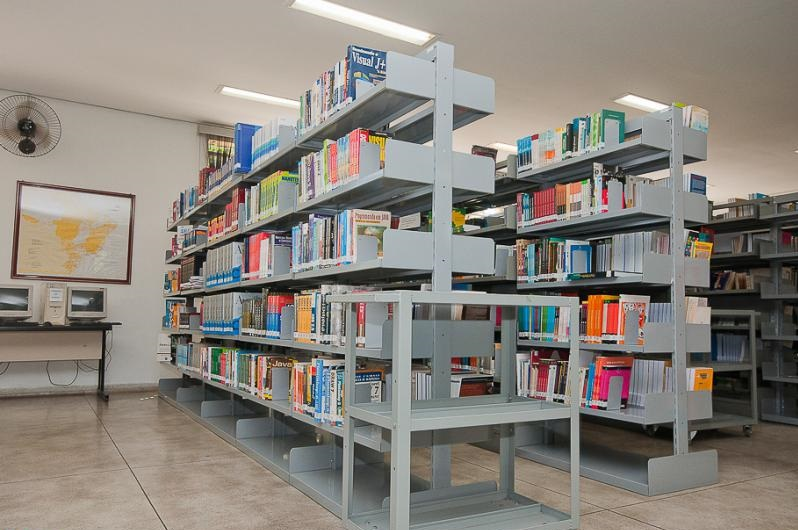
Biblioteca da FATEC-ZL

Compõem-se na estrutura da FATEC-ZL a existência de Laboratórios de Informática (8 no total, utilizados por todos os cursos), Laboratório de Polímeros, Laboratório de Usinagem, Laboratório de Ensaios, Laboratório de Metalografia, Laboratório de Projetos, Laboratório de Automação, Laboratório de Logística, Salas de Aula (20 no total), Biblioteca (acervo de 10.430 volumes), Sala de Professores, Laboratório Livre de Informática, Centro de Informática, Auditório, Cantina e Área Administrativa.
Segundo a página oficial da faculdade, a FATEC Zona Leste possui em seu quadro 140 docentes, sendo a maioria concursados na própria instituição e 11 são cedidos por outras FATECs. A maioria dos professores (56,94%) possui Mestrado em sua área de atuação. 12,50% possuem Doutorado,  e 8,33% possuem Especialização e 5,56%. Uma professora (1,39%) é Livre-Docente e outros dois (2,78%) têm Pós-Doutorado em suas áreas. Os 9 restantes não divulgaram seu nível de formação.
Diferentemente de outras instituições públicas de ensino superior, a FATEC-ZL - da mesma forma que as demais FATECs - não possui reitoria, sendo gerida por um diretor. Em um passado recente, diversos atos, como a expedição de diplomas, dependiam de remessa à reitoria da UNESP - Universidade Estadual Paulista Júlio de Mesquita Filho, devido à vinculação entre esta entidade e o Centro Paula Souza. Com o advento da legislação atual, várias atribuições foram repassadas da reitoria da UNESP às diretorias das FATECs, sendo hoje competência do diretor da FATEC-ZL, entre outros atos, administrar a faculdade, representar a instituição em atos públicos e acadêmicos, conferir graus, assinar diplomas, títulos e certificados escolares.

## Pontos positivos

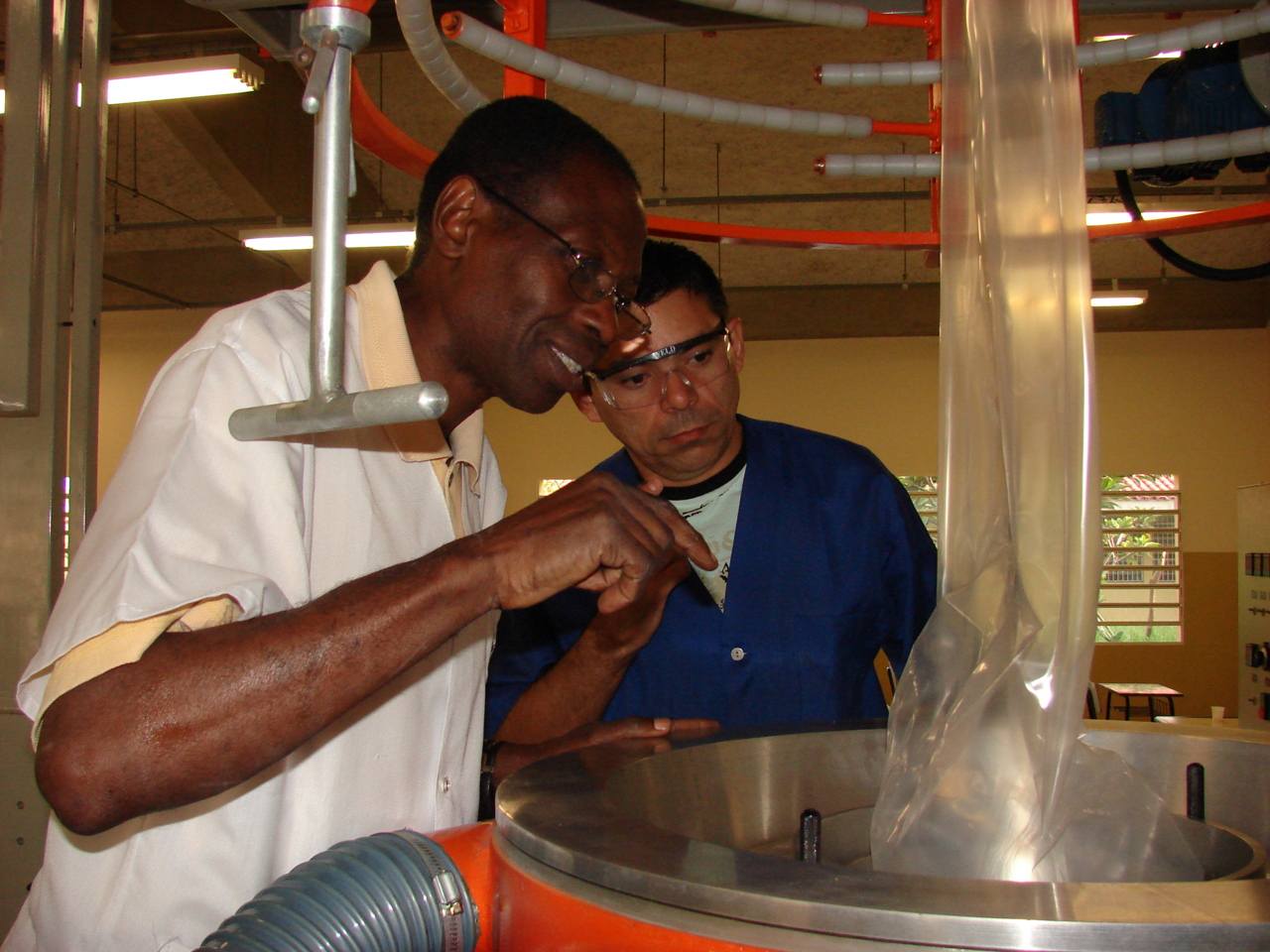
Laboratório de Polímeros da FATEC-ZL

Comprovando o alto padrão empregado na formação de seus alunos, a Faculdade de Tecnologia da Zona Leste obteve a maior concorrência dentre todas as FATECs nas estatísticas do vestibular para o 1º semestre de 2013. Seu curso de Análise e Desenvolvimento de Sistemas (período noturno) deteve o maior índice de candidato por vaga, de 18,83 (753 candidatos para 40 vagas). Outro curso da instituição, o de Logística (período noturno), também figurou na lista dos 10 cursos mais concorridos no vestibular das FATECs em 2013, tendo sido o 6º mais disputado, com uma relação candidato-vaga de 15,93 (637 inscritos para 40 vagas).
A título de comparação, serão utilizados dados da Universidade de São Paulo, a única universidade do Brasil a figurar entre as 200 melhores instituições de ensino superior no "The Times Higher Education World University Rankings 2012-2013". Os mais de 100 cursos oferecidos pela instituição no vestibular de 2013 tiveram um total de 159.609 inscritos concorrendo a 11.982 vagas, resultando em uma relação candidato-vaga média de 13,32. Do total de cursos, mais de dois terços teve uma relação candidato-vaga menor que 15 e quase um terço teve relação candidato-vaga inferior a 5. Enquanto isso, os 10 cursos mais concorridos no vestibular 2013 das FATECs apresentaram uma demanda de 7.744 candidatos para uma oferta de 460 vagas, resultando em uma relação candidato-vaga média de 16,83.

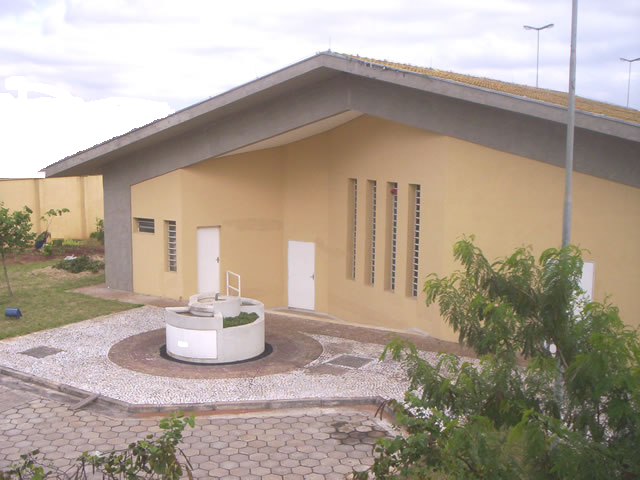
Ala Antiga da FATEC-ZL

Os dados reforçam a grande procura pelos cursos oferecidos pela FATEC-ZL e pelas demais FATECs distribuídas no território paulista. Além da gratuidade e qualidade oriundas às instituições de ensino superior mantidas pelo poder público, serve de incentivo ao candidato o alto índice de empregabilidade compartilhado pelas Faculdades de Tecnologia do Estado de São Paulo. Segundo dados do fim de 2012, 92% dos tecnólogos das FATECs estão empregados um ano após a conclusão do curso e, dentro deste universo, 96,2% têm vínculo formal de trabalho.
No quesito salarial, também se destacam os resultados alcançados por alunos egressos da FATEC-ZL. Enquanto a média salarial brasileira para um recém-formado gira em torno de R$ 1.500,00, um levantamento da Área de Avaliação Institucional (AAI) do Centro Paula Souza aponta como remuneração média dos concluintes das FATECs o valor de R$ 2.712,00 (4 salários mínimos) e, após um ano, o valor de R$ 3.729,00 (5,5 salários mínimos).
.